# La Unión (Nariño)
La Unión è un comune della Colombia facente parte del dipartimento di Nariño.
L'abitato venne fondato tra la fine del XVI e l'inizio del XVII secolo con il nome di "La Venta", poi diventato "Venta Quemada"; l'attuale denominazione venne assunta nel 1847.
Nella sua zona suburbana si trova il luogo dove morì Antonio José de Sucre, in suo onore venne eretto un monumento (obelisco e scultura), e dato il suo nome a un parco, un quartiere e uno stadio di calcio.